# 六氯合锇(IV)酸钠
六氯合锇(IV)酸钠是一种无机化合物，化学式为Na2OsCl6，它可用于制备其它锇配合物。

## 反应
六氯合锇(IV)酸钠在回流下和三苯基膦反应，可以得到二氯化三(三苯基膦)合锇(II)。它和二苯基烷基胂在含盐酸的乙醇中回流反应，得到相应的OsCl3(Ph2RAs)3（R=CH3 ~ C4H9）。
它和四苯基氯化锑在二甲基亚砜中反应，挥发溶剂后可以结晶出绿色的[Ph4Sb]2[OsCl6]。